# Улица Дивизии НКВД (Владикавказ)
Улица Дивизии НКВД — улица во Владикавказе, Северная Осетия, Россия. Улица располагается в Затеречном муниципальном округе. Начинается от улицы Цомака Гадиева и заканчивается улицей Грибоедова.
Улицу Дивизии НКВД пересекают улицы Шота Руставели, Серафимовича, Ларская, Ушинского, Пироговская, Братьев Темировых.

## История
Улица названа в честь 12-й стрелковой дивизии внутренних войск НКВД, которая в 1942 году участвовала в сражениях по обороне Орджоникидзе и Военно-Грузинской дороги. Командиром дивизии был генерал-майор В. И. Киселёв.
Улица образовалась в середине XIX века и впервые отмечена как улица Редантская на плане города Владикавказа «Карты Кавказского края». Была названа в честь пригородного посёлка Редант, который располагался на Военно-Грузинской дороге южнее Владикавказа. Упоминается под этим же названием в Перечне улиц, площадей и переулков от 1911 и 1925 годов.
6 марта 1985 года городской совет Орджоникидзе переименовал улицу Редантскую в улицу Дивизии НКВД.

## Объекты
- д. 29/ Серафимовича, 10 — памятник истории, объект культурного наследия. Дом, где в 1942 г. располагался командный пункт Орджоникидзевской дивизии НКВД[5].